# Mariano Lozano
Mariano Lozano fue un abogado, militar, escritor y político argentino. Luchó por la emancipación en la llamada Guerra Gaucha y fue miembro del Congreso Constituyente convocado en 1824 que dio sanción a la Constitución Argentina de 1826.

## Biografía
Mariano Lozano nació en la ciudad de Salta ca 1780, hijo del cordobés José Gaspar Lozano Juanenea, contador de las Reales Cajas de la Intendencia de Salta y ministro tesorero de la real hacienda de la Intendencia de Córdoba y de la jujeña Teresa de Jesús Ana Francisca de las Rosas Goyechea Ordóñez. Era hermano de José Teodoro, José Ignacio, Cayetano y Narciso Lozano.
Estudió con sus hermanos en la Universidad de Córdoba, con la merced otorgada por el claustro el 2 de marzo de 1808 a propuesta del doctor José Gregorio Baigorri, de obtener gratuitamente el grado deseado en consideración a los servicios de su padre.
Lozano se graduó en derecho civil pero iniciada la guerra en el norte se sumó a las milicias de los valles.
Sirvió como oficial con los gauchos del valle de Cachi en Salta entre 1818 y 1820, encontrándose entre los que «descollaron notablemente» y alcanzando el grado de teniente.
Se trasladó a la ciudad de Buenos Aires y el 26 de septiembre de 1822 contrajo matrimonio en la Basílica Nuestra Señora de la Merced, Buenos Aires, con Antonia de Azcuénaga Basavilbaso, hija del prócer general Miguel de Azcuénaga.
En 1825 se dedicaba al comercio y publicaba el periódico El Americano Imparcial.
Al año siguiente fue designado representante por la provincia de Córdoba ante el Congreso que aprobaría la constitución de carácter unitario, la cual Córdoba sería la primera en rechazar.
Su casa "de altos" se encontraba lindera a la propiedad de su suegro Miguel de Azcuénaga, en las actuales calles Rivadavia y Reconquista, y era conocida por sus tertulias.
Íntimo amigo del deán Gregorio Funes, se le atribuye la primera biografía publicada, la incluida en la Galería de Celebridades Argentinas de 1857. Durante mucho tiempo se le adjudicó la autobiografía del deán, que él simplemente completó hasta los momentos de su muerte y firmó con el seudónimo Un amigo de los servidores de la Patria.
Lozano estuvo presente en el momento de su muerte y tuvo la guarda de sus papeles y biblioteca.
Con el deán Funes lo unían también relaciones comerciales: en 1825 ambos tenían vinculaciones con una compañía minera inglesa, la Sud Americana de Londres, a través del capitán Joseph Andrews. La Sud Americana, auspiciada por John Parish Robertson, rivalizaba en esa época con el grupo Hullet de Londres, vinculado a la Rio de la Plata Mining Asociation de Bernardino Rivadavia.

Amigo también del gobernador Manuel Dorrego, tras su fusilamiento a raíz del golpe de diciembre de 1828 editó a su costa y publicó pese a la presión del gobierno una obra titulada Honores fúnebres del gobernador don Manuel Dorrego.
En 1830 escribió y publicó en San Miguel de Tucumán la obra A la memoria del sublime patriota doctor Juan de Dios Gramajo, en contraste con el doloroso extravio de sus conciudadanos y en 1834 publicó en Buenos Aires sus Recuerdos de la vida pública y privada del brigadier general don Miguel de Azcuénaga, en el día de sus funerales.
Tras el asesinato del gobernador riojano Facundo Quiroga en Barranca Yaco y la consiguiente caída de uno de sus promotores, el gobernador de la provincia de Córdoba José Vicente Reynafé, se hizo cargo de la provincia en carácter provisorio Pedro Nolasco Rodríguez.
El gobernador de Buenos Aires, Juan Manuel de Rosas, con el aval del de Santa Fe Estanislao López, exigió a la legislatura cordobesa que designara nuevo gobernador al comandante de Pampayasta coronel Manuel López (alias Quebracho). Rodríguez y los representantes, liderados por el doctor Santiago Derqui, aprobaron entonces una minuta «difiriendo la elección de gobernador al voto de las provincias» pero el objetivo, lograr apoyo en las provincias del interior frente a la presión de Buenos Aires y del litoral, se vio frustrado.
El 27 de octubre Rodríguez presentó la renuncia y la asamblea cordobesa eligió por ocho votos a Lozano como nuevo gobernador de la provincia, mientras la candidatura de López obtenía 5 sufragios.
Lozano, quien continuaba viviendo en Buenos Aires y era ajeno a la jugada, era federal moderado y amigo personal de Rosas, por lo que Derqui tenía esperanzas de dividir al gobernador bonaerense y a su aliado santafecino.
Pero Rosas juzgaba que Lozano no era apto «para perseguir y escarmentar a los unitarios con toda la energia y firmeza que es necesario hacerlo hoy en dia en la provincia de Córdoba» y descartó lo que calificó de un «último recurso de su desesperación». Lozano renunció indeclinablemente a la candidatura y Rosas insistió a la legislatura con la elección de Manuel López.
En 1839 compró a Lorenzo Suárez de Figueroa la Estancia del Paso de Ferreyra, en Córdoba. Esas tierras pasarían luego a Manuel Anselmo Ocampo, quien en 1867 fundó en ellas la ciudad de Villa María (Córdoba).
Mariano Lozano falleció en la ciudad de Buenos Aires el 26 de febrero de 1867.
Una calle de la ciudad de Córdoba lleva su nombre.